# Буркард Албус фон Шарцфелд-Лаутерберг
Буркард Албус 'Мъдрия' фон Шарцфелд-Лаутерберг (на немски: Burchard Albus „der Weise“, Graf von Scharzfeld-Lauterberg; * пр. 1203; † сл. 1267) е граф на Шарцфелд-Лаутерберг/Лутерберг в Харц, господар на господство Шарцфелд (днес част от Херцберг в Харц).

## Биография
Той е най-големият син на граф Буркард фон Шарцфелд-Лаутерберг († 25 февруари 1225) и първата му съпруга Адела фон Глайхен († 19 октомври 1224), дъщеря на граф Ернст III фон Глайхен († сл. 1228) и Берта фон Лора († сл. 1211). Внук е на граф Зигебодо фон Шарцфелд-Лаутерберг II († сл. 4 ноември 1192) и правнук на граф Зигебодо фон Шарцфелд († сл. 3 август 1157).
Баща му се жени втори път 1222 г. за Аделхайд фон Цигенхайн († 1226).
През 1183 г. граф Зигебодо II от Шарцфелд построява замък Лутерберг в Бад Лаутерберг в Харц. През 1415 г. замъкът Лутерберг е напълно разрушен заради конфликт между херцога фон Грубенхаген и графовете фон Хонщайн и до днес не е отново построен.

## Фамилия
Буркард Албус 'Мъдрия' фон Шарцфелд-Лаутерберг се жени за Ода фон Хадмерслебен († сл. 1264), дъщеря на Гардолф II фон Хадмерслебен († сл. 1222) и Аделхайд († сл. 1222). Те имат децата:
- Хайденрайх (III) фон Лаутерберг († между 28 юли 1286/2 януари 1292), женен пр. 1 юли 1276 г. за Аделхайд фон Шпигелберг, дъщеря на граф Мориц I фон Шпигелберг († сл. 1289) и Маргарета II фон Верле († сл. 1285)
- Ото фон Лаутерберг († 2 януари 1292)
- Вернер фон Лаутерберг († ок. 5 юли 1301)
- Хайнрих фон Лаутерберг († сл. 1282)
- Хилдегард фон Лаутерберг († сл. 1263)
- Кристина фон Лаутерберг, омъжена за Ашвин II фон Щайнберг († ок. 1288), син на Хайнрих I фон Щайнберг († ок. 1261) и Юта